# コリア・デル・リオ
コリア・デル・リオ（Coria del Río）は、スペイン・アンダルシア州セビリア県のムニシピオ（基礎自治体）。セビリアの南方約15kmにあり、グアダルキビール川に面する。
1614年、仙台藩の伊達政宗の家臣支倉常長が率いる慶長遣欧使節が滞在したことで知られる。コリア・デル・リオには Japón（ハポン、日本）の姓を持つ人が約600人おり、使節団の一員として来訪したまま現地に留まった者の子孫とする説がある。

## 地理
コリア・デル・リオはセビリア県の南西部、アルハラフェ地区にほど近いところに位置し、近くにはラス・マリスマス湿地帯が広がっている。

## 歴史

### 慶長遣欧使節とハポン姓
支倉常長が率いる慶長遣欧使節は、1614年10月5日にグアダルキビール川河口のサンルーカル・デ・バラメダに入港、数日ののち小型帆船に乗り換えてグアダルキビール川を遡上し、コリア・デル・リオに上陸した。支倉は往路で数日間（一説に4日間）この町に滞在し、10月23日にセビリアに入った。ヨーロッパに渡った日本人は約30人であった。
慶長遣欧使節の記録は断片的であり、行動、行程やその時々の人数については諸説ある。スペインからローマに向かった日本人は半数であり、残りはコリア・デル・リオに滞在して支倉らの帰りを待っていたともいう。ローマからの復路、支倉はスペイン国王フェリペ3世からの返書を待ちつつ、1617年7月4日にセビリアを出立するまでセビリア近郊に長期滞在しているが、その場所はコリア・デル・リオという（コリア・デル・リオにも近いヌエストラ・セニョーラ・デ・ロレト修道院に1年間滞在した、コリア・デル・リオに9ヶ月滞在した、あるいは、2年間余にわたってコリア・デル・リオやセビリア近辺に滞在していたなどとされる記事がある）。
コリア・デル・リオには、スペイン語で「日本」を意味する ハポン（西: Japón）の姓を持つ人が約600人いる。この町の教会の洗礼台帳（なお、1604年から1665年までの洗礼記録は失われており、この間の手掛かりはない）に残る最古のハポン姓の人物の記録は1667年のもので、フアン・マルティン・ハポンとマグダレナ・デ・カストロの娘カタリナ・ハポン・デ・カストロの洗礼の記録である。1980年代から地元郷土史家によるハポン姓の研究が始まり（先駆者としては、ビルヒニオ・カルバハル・ハポン、ビクトル・バレンシア・ハポンらが挙げられる）、1990年前後からは慶長遣欧使節から離脱した人々の子孫とする説が盛んに唱えられるようになった。これ以後、ハポン姓の人々は「自分たちはサムライの子孫である」と考えているという。1997年には「スペイン日本支倉常長協会」(Asociación Hispano-Japonesa "Hasekura Tsunenaga") が組織されている。
慶長遣欧使節の日本人の数人はヨーロッパにとどまったとみられる。コリア・デル・リオ周辺で苗床を作る稲作農法があることや、ハポン姓の幼児に蒙古斑が見られることが、ハポン姓が慶長遣欧使節団の日本人とを関連付けるものとして挙げられている。ただし2015年時点において、ハポン姓を日本人の末裔とする説の最大の論拠とされているのは「ハポン姓が使節団の滞在以前の洗礼記録に見られない」ということであり、ハポン姓のルーツには依然として不明な点が多い。1647年の町の徴兵記録にはバルトロメ・ハポンの名があり、コリア・デル・リオにおけるハポン姓の現れはじめと見られるが、同時に彼は36歳とも書かれている。徴兵記録において年齢のかさ上げは常態化していたとされるが、記録に従えば使節団の日本出発以前に生まれていたことになる。ハポン姓と慶長遣欧使節団と関係づけることに慎重な立場もある。2012年度より名古屋大学、東京大学、国立遺伝学研究所などによる共同研究チームがDNA鑑定によってハポン姓の人々と日本人との関係を調べる研究（研究代表者：山本敏充）を行っている。だが結果として、日本人に由来する結果が見つからなかった。
1992年、宮城県はコリア・デル・リオに佐藤忠良作の支倉常長像を寄贈した。この像はグアダルキビール川に沿ったカルロス・デ・メサ公園に立てられている。2003年には、ハポン姓の人が集まる「日本週間」が開催された。
2013年6月、徳仁皇太子がコリア・デル・リオを訪問し、植樹式を行なった。

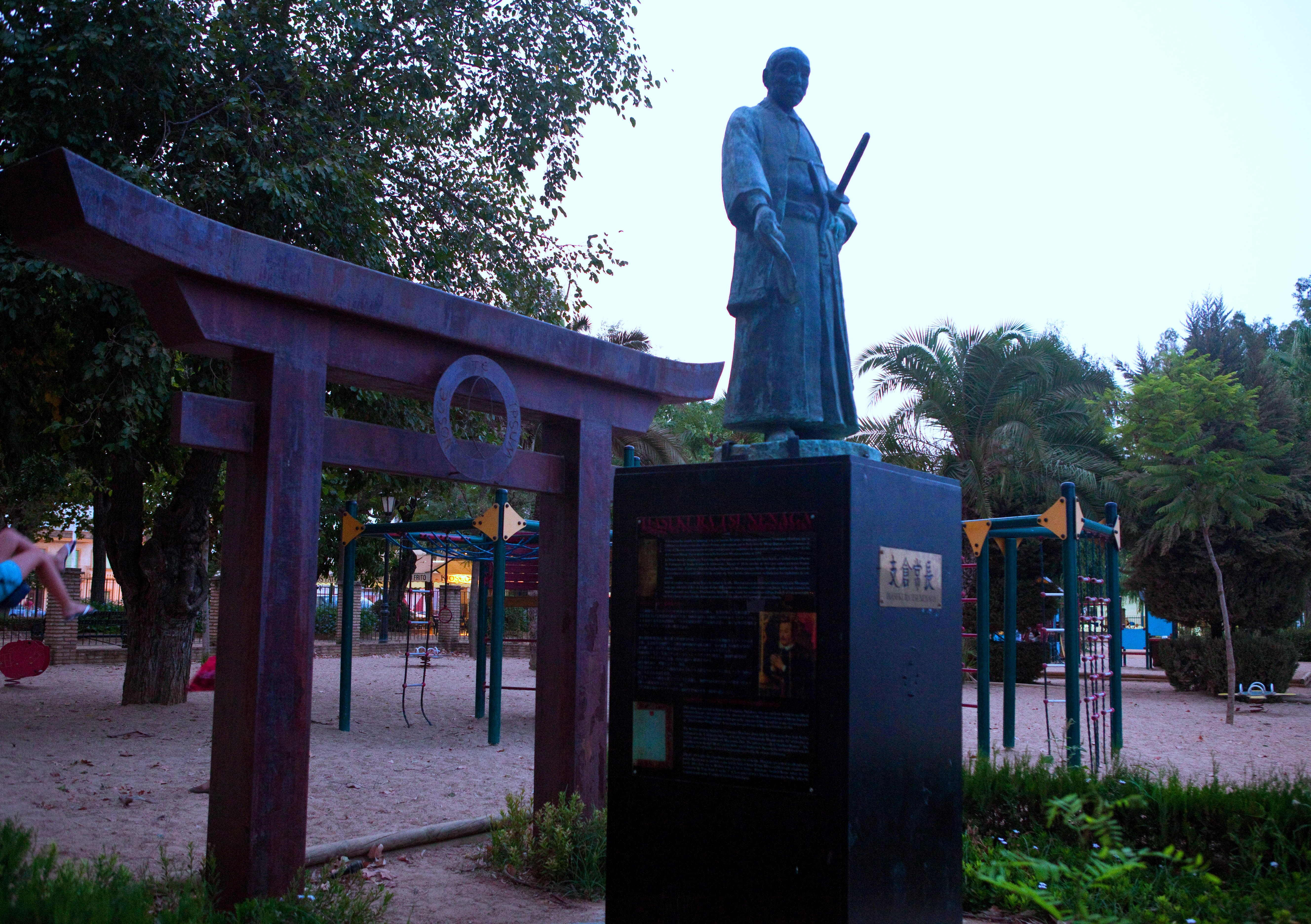
支倉常長像
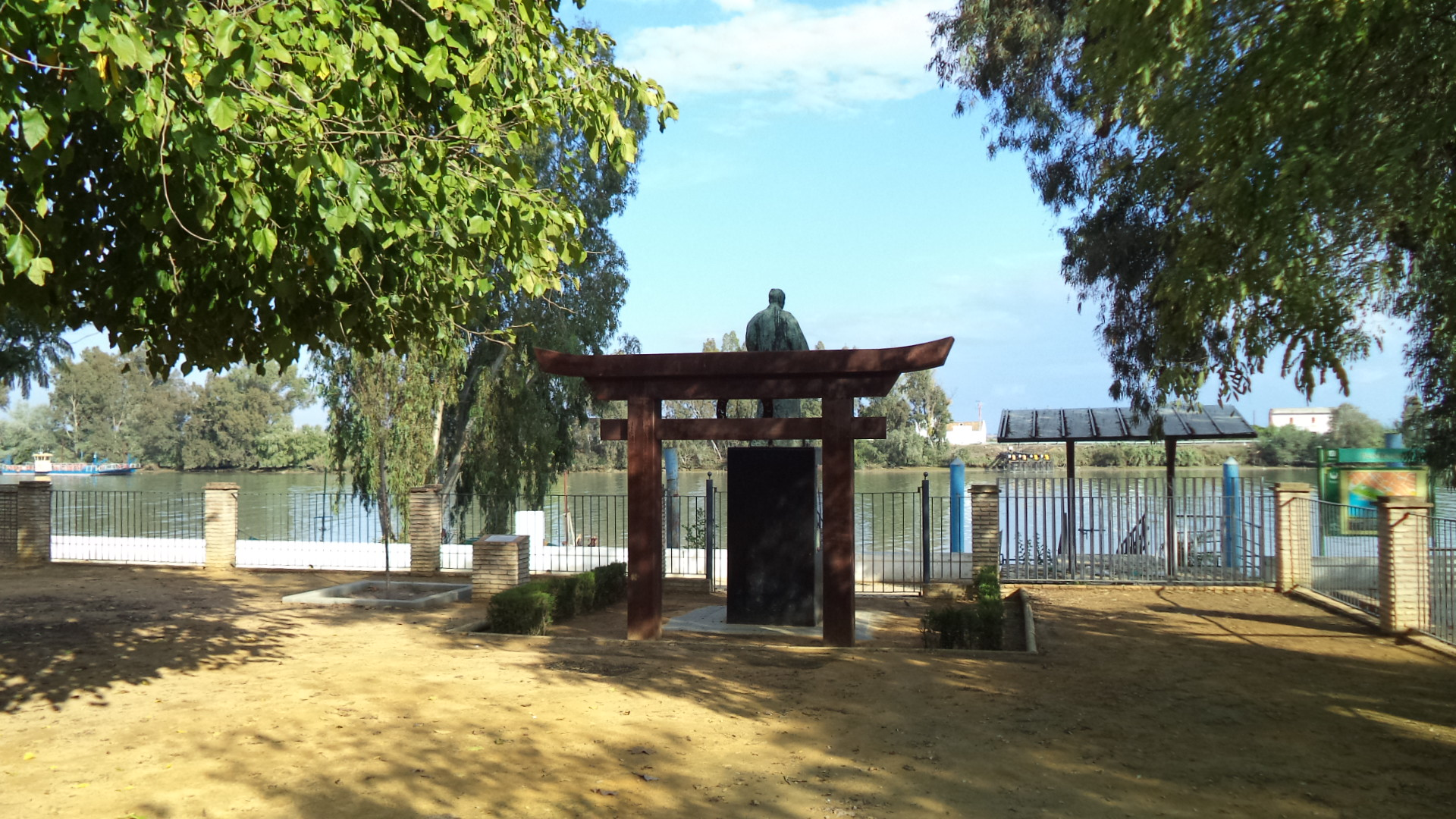
支倉像はグアダルキビール川に面して立つ

## 人口
| コリア・デル・リオの人口推移 1900－2010                 |
|                                                         |
| 出典:INE（スペイン国立統計局）1900年 - 1991年、1996年 - |

## 出身著名人
- パストーラ・ソレール（スペイン語版） - 歌手。2012年のユーロビジョン・ソング・コンテストのスペイン代表に決定[17]。
- ヘスス・サンチェス・ハポン（スペイン語版） - レアル・バリャドリードに所属していたサッカー選手。